# 793

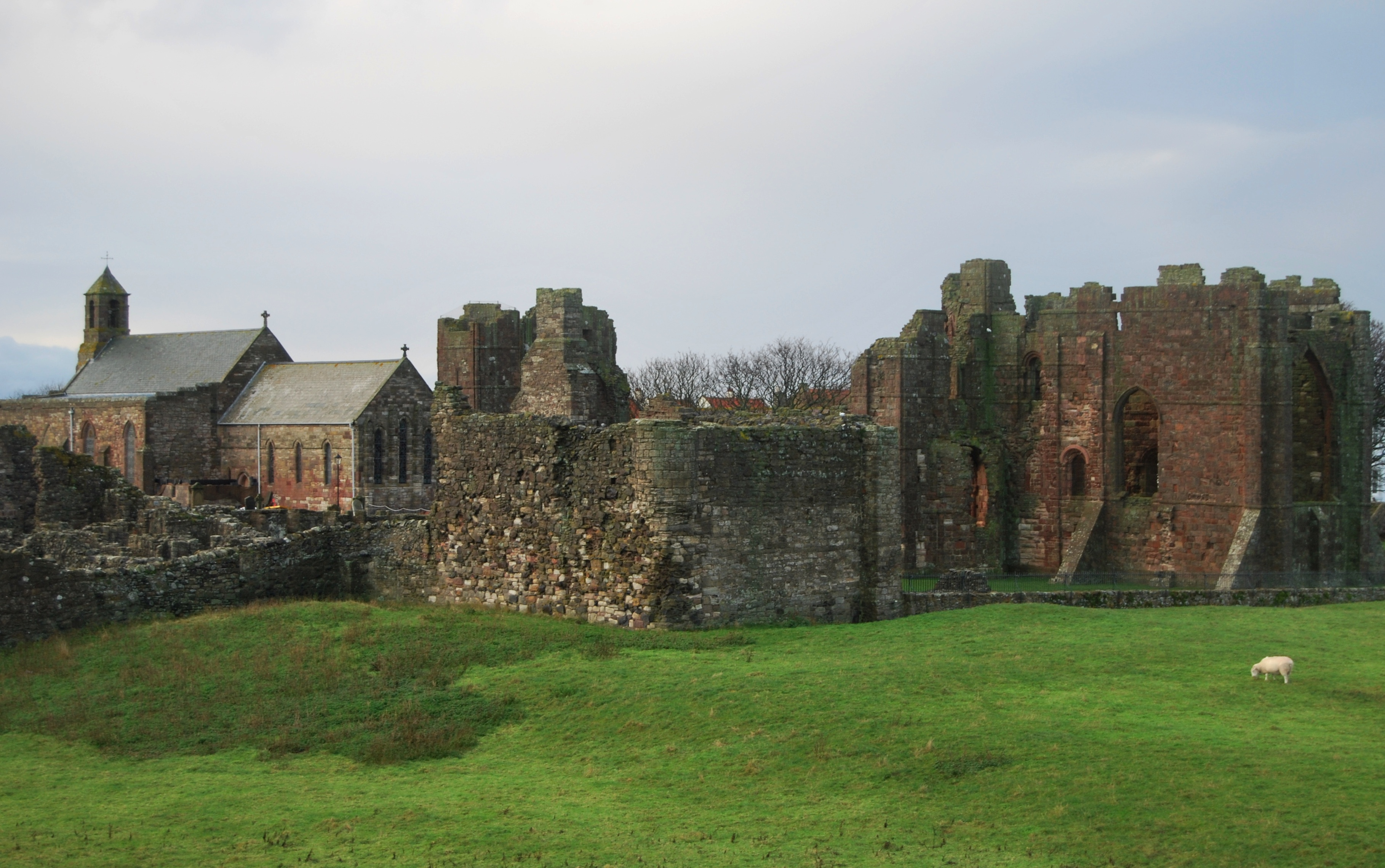
Ruïnes Abdij van Lindisfarne en St. Marys

Het jaar 793 is het 93e jaar in de 8e eeuw volgens de christelijke jaartelling.

## Gebeurtenissen

### Brittannië
- 8 juni - Vikingen plunderen het klooster van Lindisfarne, voor de noordoostelijke kust van Engeland, ter hoogte van het huidige Berwick-upon-Tweed. Dit is het begin van de Viking-plundertochten; kloosters worden door de aanwezige kostbaarheden geliefde doelwitten.

### Europa
- Koning Karel de Grote geeft opdracht tot de aanleg van een kanaal (ongeveer 2 kilometer lang) die de Rijn en de Donau met elkaar verbindt. Vanwege de campagne tegen de Avaren tracht hij de handel te verbeteren, wat echter door geologische omstandigheden mislukt.
- Karel de Grote voert in zijn gehele rijk verplicht een nieuwe munteenheid in, de Denarius.
- Fries-Frankische Oorlog: De Friezen sluiten zich in Frisia (oostelijk van de Lauwers) aan bij de opstand van de Saksen. De aanleiding hiervoor is de gedwongen rekrutering van Karel de Grote tegen de Avaren. Zij worden aangevoerd door de hertogen Eilrad en Unno.
- De Moren vallen opnieuw het Frankische Rijk binnen en veroveren de Languedoc. Bij Orange worden zij door de Franken onder leiding van Willem met de Hoorn vernietigend verslagen.

### Arabische Rijk
- In Bagdad leren de Arabieren de Chinese kunst van het papierbereiden. Na 700 jaar wordt het eeuwenoude papyrus verdrongen door deze nieuwe techniek. (waarschijnlijke datum)

## Religie
- Liudger, Friese missionaris, vlucht uit Oosterlauwers Friesland en sticht het bisdom Münster (Noordrijn-Westfalen).

## Overleden
- Tae Hŭngmu, koning van Bohai (huidige Noord-Korea)